# 罌粟茶

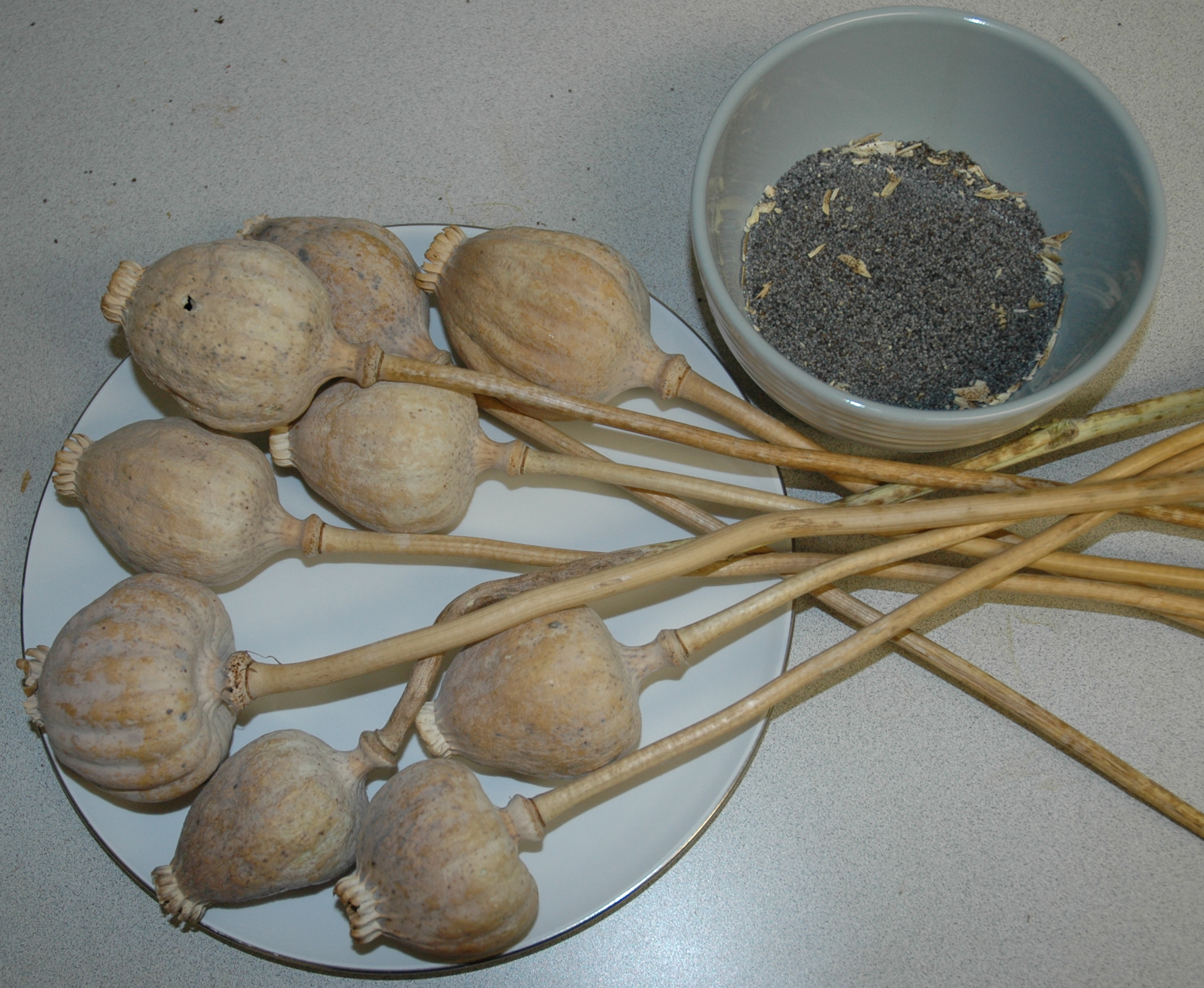
Dried poppy seed pods and stems (plate), and seeds (bowl)

罌粟茶（英語：Poppy tea），一種草藥飲品，其中含有罌粟稈或罌粟籽。罌粟茶的原料可能來自罌粟目中的許多品種，但以罌粟（Papaver somniferum）最為常見，這種植物可以被用來提煉鴉片、嗎啡等藥物。這種草藥茶有麻醉、鎮痛與止瀉的效果，古希臘蓋倫著作中曾提到它的療效，在中國本草綱目等藥典也有提及。在許多國家的傳統醫學中都有被使用，但是也有極少數在飲用罌粟茶之後致死的病例。

## 死亡案例
2004年，曾傳出飲用罌粟茶之後致死的案例，死亡者的父母在網站上公布這個消息。2008年，ABC新聞網報導這個新聞。在這個案例中，茶中使用的罌粟籽為1.6公斤，茶中的嗎啡含量為250 μg/ml，飲用者估計約攝取了500毫克的嗎啡，為致死量的五倍。這名受害者在飲用罌粟茶的同時，又有吸食大麻，服用苯海拉明（diphenhydramine）等記錄。
2012年，一名居住在加拿大新斯科舍的19歲青年，在網路上購買來源與內容不明的罌粟茶，在飲用後死亡。